# Керченська телещогла
Керченська телещогла — телекомунікаційна щогла заввишки 245 м, споруджена у 1982 році в Керчі.

## Характеристика
Висота вежі становить 245 м. Висота над рівнем моря — 95 м.